# Еличич, Мирко
Мирко Еличич (серб. Мирко Јеличић / Mirko Jeličić, англ. Mirco Jelicic) — австралийский футбольный тренер югославского происхождения. В настоящее время является тренером по физической подготовке в национальной сборной Узбекистана.

## Биография
Работал во многих клубах как главным тренером и ассистентом (у Бернда Штанге, Боры Милутиновича, Боба Хафтона, Питера Батлера), так и тренером по физической подготовке. Работал в клубах и сборных Австралии, Новой Зеландии, Китая, Сингапура, Таиланда и Узбекистана. Большую часть своей карьеры проводит в Узбекистане. Владеет сербским, английским, русским и немного узбекским языками.